# ونریس (کالیفرنیا)
ونریس، کالیفرنیا (به انگلیسی: Vanris, California) یک منطقهٔ مسکونی در ایالات متحده آمریکا است که در شهرستان فرسنو، کالیفرنیا واقع شده‌است.

## خصوصیات
ونریس ۱۰۳ متر بالاتر از سطح دریا واقع شده‌است.